# Clinical Chemistry
Clinical Chemistry è una rivista accademica che si occupa di chimica clinica. È la rivista ufficiale della American Association for Clinical Chemistry.